# Liste der Baudenkmäler im Wuppertaler Stadtbezirk Vohwinkel
Die Liste der Baudenkmäler im Wuppertaler Stadtbezirk Vohwinkel enthält die denkmalgeschützten Bauwerke auf dem Gebiet des Stadtbezirks Wuppertal-Vohwinkel in Nordrhein-Westfalen (Stand: November 2011). Diese Baudenkmäler sind in der Denkmalliste der Stadt Wuppertal eingetragen; Grundlage für die Aufnahme ist das Denkmalschutzgesetz Nordrhein-Westfalen (DSchG NRW).

Der Stadtbezirk ist gegliedert in die Wohnquartiere: Vohwinkel-Mitte, Osterholz, Tesche, Schöller-Dornap, Lüntenbeck, Industriestraße, Westring, Höhe, Schrödersbusch.

## Baudenkmäler im Wuppertaler Stadtbezirk Vohwinkel

### Vohwinkel-Mitte
siehe Liste der Baudenkmäler im Wuppertaler Wohnquartier Vohwinkel-Mitte

### Osterholz
kein Baudenkmal in diesem Wohnquartier

### Tesche
siehe Liste der Baudenkmäler im Wuppertaler Wohnquartier Tesche

### Schöller-Dornap
siehe Liste der Baudenkmäler im Wuppertaler Wohnquartier Schöller-Dornap

### Lüntenbeck
siehe Liste der Baudenkmäler im Wuppertaler Wohnquartier Lüntenbeck

### Industriestraße
kein Baudenkmal in diesem Wohnquartier

### Westring
siehe Liste der Baudenkmäler im Wuppertaler Wohnquartier Westring

### Höhe
siehe Liste der Baudenkmäler im Wuppertaler Wohnquartier Höhe

### Schrödersbusch
siehe Liste der Baudenkmäler im Wuppertaler Wohnquartier Schrödersbusch